# فينديل
بلدية فينديل (بالإسبانية: Vindel)‏، هي إحدى بلديات مقاطعة قونكة إحدى مقاطعات إسبانيا، و التي تقع في منطقة قشتالة لا منتشا وسط البلاد, و المائلة لجهة الشرق من إسبانيا.
يبلغ عدد سكانها 22 نسمة وفقاً لإحصائية سنة (2007).